# Gary A. Rizzo
Gary A. Rizzo (* 31. Januar 1972 in New Jersey, USA) (auch Gary Rizzo) ist ein amerikanischer Tontechniker, der bei der Oscarverleihung 2011 zusammen mit Lora Hirschberg und Ed Novick für seine Arbeit bei Inception mit dem Oscar in der Kategorie Bester Tonschnitt ausgezeichnet wurde. Seinen zweiten Oscar erhielt er 2018 für Dunkirk gemeinsam mit Gregg Landaker und Mark Weingarten. Er war 2005, 2009, 2015, 2024 und 2025 für fünf weitere Oscars in derselben Kategorie nominiert. Mit Inception gewannen Rizzo, Hirschberg und Novick 2011 zusammen mit Richard King auch einen British Academy Film Award in der Kategorie Bester Ton. Rizzo wuchs in New Jersey auf und studierte Tontechnik an der Full Sail University in Winter Park, Florida. 1995 begann er für George Lucas Tontechnikfirma Skywalker Sound zu arbeiten und war seitdem an über 150 Filmprojekten beteiligt.

## Filmografie (Auswahl)
- 1994: Die Maske (The Mask)
- 1995: Strange Days
- 1996: The Arrival – Die Ankunft (The Arrival)
- 1996: James und der Riesenpfirsich (James and the Giant Peach)
- 1996: Tage wie dieser … (One Fine Day)
- 1996: William Shakespeares Romeo + Julia (William Shakespeare’s Romeo + Juliet)
- 1997: Krieg der Sterne (Special version, Star Wars: Episode IV – A New Hope)
- 1997: Das Imperium schlägt zurück (Special version, Star Wars: Episode V – The Empire Strikes Back)
- 1997: Die Rückkehr der Jedi-Ritter (Special version, Star Wars: Episode VI – Return of the Jedi)
- 1997: Titanic
- 1997: The Game
- 1997: Contact
- 1997: Vergessene Welt: Jurassic Park (The Lost World: Jurassic Park)
- 1998: Große Erwartungen (Great Expectations)
- 1998: Das große Krabbeln (A Bug’s Life)
- 1998: Studio 54 (54)
- 1998: Halloween H20 (Halloween H20: Twenty Years Later)
- 1998: Die Newton Boys (The Newton Boys)
- 1999: Überall, nur nicht hier (Anywhere But Here)
- 1999: Lake Placid
- 1999: Dogma
- 1999: Alles Routine (Office Space)
- 1999: The Hi-Line
- 2000: Wes Craven präsentiert Dracula (Wes Craven Presents Dracula 2000)
- 2000: Die Legende von Bagger Vance (The Legend of Bagger Vance)
- 2000: Frequency
- 2000: God’s Army III – Die Entscheidung (The Prophecy 3: The Ascent, Video/DVD)
- 2000: Der Exorzist (Special version, The Exorcist)
- 2001: Black Hawk Down
- 2001: Die Grauzone (The Grey Zone)
- 2001: Jay und Silent Bob schlagen zurück (Jay and Silent Bob Strike Back)
- 2001: Mimic 2 (Mimic 2: Hardshell, Video/DVD)
- 2001: Final Fantasy: Die Mächte in dir (Final Fantasy: The Spirits Within)
- 2001: O – Vertrauen, Verführung, Verrat (O)
- 2002: Mann umständehalber abzugeben oder Scheidung ist süß (Serving Sara)
- 2002: Star Wars: Episode II – Angriff der Klonkrieger (Star Wars: Episode II – Attack of the Clones)
- 2002: 40 Tage und 40 Nächte (40 Days and 40 Nights)
- 2003: Partyalarm – Finger weg von meiner Tochter (My Boss’s Daughter)
- 2003: Der Kindergarten Daddy (Daddy Day Care)
- 2003: Der Fluch von Darkness Falls (Darkness Falls)
- 2004: Die Unglaublichen – The Incredibles (The Incredibles)
- 2004: Fahrenheit 9/11 (Dokumentarfilm)
- 2004: Neid (Envy)
- 2004: Starship Troopers 2: Held der Föderation (Starship Troopers 2: Hero of the Federation, Video/DVD)
- 2004: Hellboy
- 2004: Jersey Girl
- 2005: München (Munich)
- 2005: Die Rotkäppchen-Verschwörung (Hoodwinked!)
- 2005: Rent
- 2005: Batman Begins
- 2005: Mord und Margaritas (The Matador)
- 2006: Es war k’einmal im Märchenland (Happily N’Ever After)
- 2006: Eragon – Das Vermächtnis der Drachenreiter (Eragon)
- 2006: Prestige – Die Meister der Magie (The Prestige)
- 2006: Monster House
- 2006: Clerks 2 (Clerks II)
- 2006: Ab durch die Hecke (Over the Hedge)
- 2007: Die Legende von Beowulf (Beowulf)
- 2007: Verwünscht (Enchanted)
- 2007: Heavy Metal in Baghdad (Dokumentarfilm)
- 2007: Helden der Nacht – We Own the Night (We Own the Night)
- 2007: Sicko (Dokumentarfilm)
- 2008: Zack and Miri Make a Porno
- 2008: The Dark Knight
- 2008: Horton hört ein Hu! (Horton Hears a Who!)
- 2008: Sky Busters – Die Himmelsstürmer (The Flyboys)
- 2009: Unsere Ozeane (Océans, Dokumentarfilm)
- 2009: Leaves of Grass
- 2009: Kapitalismus: Eine Liebesgeschichte (Capitalism: A Love Story, Dokumentarfilm)
- 2009: #9 (9)
- 2009: I Love You, Beth Cooper
- 2009: Brüno
- 2009: My Bloody Valentine 3D
- 2010: The Prankster
- 2010: Tron: Legacy
- 2010: Inception
- 2010: Drachenzähmen leicht gemacht (How to Train Your Dragon)
- 2010: Percy Jackson – Diebe im Olymp (Percy Jackson & the Olympians: The Lightning Thief)
- 2011: Rio
- 2012: Ralph reichts (Wreck-It Ralph)
- 2012: The Dark Knight Rises
- 2012: Zeit zu leben (People Like Us)
- 2012: Der Lorax (Dr. Seuss’ The Lorax)
- 2013: Thor – The Dark Kingdom (Thor: The Dark World)
- 2013: Free Birds – Esst uns an einem anderen Tag (Free Birds)
- 2013: Ich – Einfach unverbesserlich 2 (Despicable Me 2)
- 2013: Oblivion
- 2013: Die Croods (The Croods)
- 2013: Don Jon
- 2014: Interstellar
- 2014: Maleficent – Die dunkle Fee (Maleficent)
- 2015: Minions
- 2015: A World Beyond (Tomorrowland)
- 2015: Kind 44 (Child 44)
- 2015: Home – Ein smektakulärer Trip (Home)
- 2015: Minions
- 2016: Die Bestimmung – Allegiant (Allegiant)
- 2016: Angry Birds – Der Film (The Angry Birds Movie)
- 2016: Warcraft: The Beginning (Warcraft)
- 2016: Pets (The Secret Life of Pets)
- 2016: Elliot, der Drache (Pete’s Dragon)
- 2016: Suicide Squad
- 2016: Sing
- 2017: Voice from the Stone – Ruf aus dem Jenseits (Voice from the Stone)
- 2017: Dunkirk
- 2017: Bright
- 2018: The Game Changers
- 2018: Das Haus der geheimnisvollen Uhren (The House with a Clock in Its Walls)
- 2018: Der Grinch (The Grinch)
- 2018: The Game Changers
- 2019: Drachenzähmen leicht gemacht 3: Die geheime Welt (How to Train Your Dragon: The Hidden World)
- 2019: Pets 2 (The Secret Life of Pets 2)
- 2019: Angry Birds 2 – Der Film (The Angry Birds Movie 2)
- 2020: Tenet
- 2020: Hexen hexen (The Witches)
- 2020: Jingle Jangle Journey: Abenteuerliche Weihnachten! (Jingle Jangle: A Christmas Journey)
- 2020: Wonder Woman 1984
- 2021: The Suicide Squad
- 2021: Vivo – Voller Leben (Vivo)
- 2021: Diana
- 2021: Sing – Die Show deines Lebens (Sing 2)
- 2022: Der Spinnenkopf (Spiderhead)
- 2022: Luck
- 2022: Pinocchio
- 2023: Guardians of the Galaxy Vol. 3
- 2023: Elemental
- 2023: Ruby taucht ab (Ruby Gillman, Teenage Krake)
- 2023: Oppenheimer
- 2024: Ich – Einfach unverbesserlich 4 (Despicable Me 4)
- 2024: Der wilde Roboter (The Wild Robot)
- 2024: Here

## Auszeichnungen (Auswahl)
- 2005: Oscar-Nominierung in der Kategorie Bester Tonschnitt für Die Unglaublichen – The Incredibles (zusammen mit Randy Thom und Doc Kane)[2]
- 2009: Oscar-Nominierung in der Kategorie Bester Tonschnitt für The Dark Knight (zusammen mit Lora Hirschberg und Ed Novick)[3]
- 2009: Nominierung für einen British Academy Film Award in der Kategorie Bester Ton für The Dark Knight (zusammen mit Lora Hirschberg, Richard King und Ed Novick)[4]
- 2011: Oscar in der Kategorie Bester Tonschnitt für Inception (zusammen mit Lora Hirschberg und Ed Novick)[5]
- 2011: British Academy Film Award in der Kategorie Bester Ton für Inception (zusammen mit Lora Hirschberg, Ed Novick und Richard King)[6]
- 2015: Oscar-Nominierung in der Kategorie Bester Tonschnitt für Interstellar (zusammen mit Gregg Landaker und Mark Weingarten)[7]
- 2018: Oscar in der Kategorie Bester Tonschnitt für Dunkirk (zusammen mit Gregg Landaker und Mark Weingarten)[8]
- 2018: British Academy Film Award in der Kategorie Bester Ton für Dunkirk (zusammen mit Alex Gibson, Richard King, Gregg Landaker und Mark Weingarten)
- 2024: Oscar-Nominierung in der Kategorie Bester Ton für Oppenheimer (zusammen mit Willie D. Burton, Richard King und Kevin O’Connell)
- 2024: Nominierung für einen British Academy Film Award in der Kategorie Bester Ton für Oppenheimer (zusammen mit Willie D. Burton, Richard King und Kevin O’Connell)
- 2025: Oscar-Nominierung in der Kategorie Bester Ton für Der wilde Roboter (zusammen mit Brian Chumney, Randy Thom und Leff Lefferts)